# Elezioni europee del 2019 in Francia
Le elezioni europee del 2019 in Francia si sono tenute sabato 25 (in alcuni territori d'oltremare) e domenica 26 maggio (nel territorio metropolitano) per eleggere i 74 membri del Parlamento europeo spettanti alla Francia. Tale numero di seggi è stato aumentato a 79 nel febbraio 2020, in seguito all'uscita del Regno Unito dall'Unione europea.
L'affluenza alle urne è cresciuta rispetto alle precedenti elezioni europee, raggiungendo il 50,1%. Un dato così alto non si registrava dalle elezioni del 1994.

## Sistema elettorale
Si è votato con sistema proporzionale plurinominale. I 79 seggi spettanti alla Francia sono stati ripartiti secondo il metodo del quoziente e della più alta media, con liste bloccate e soglia di sbarramento al 5%. La legge del 25 giugno 2018 ha ripristinato la circoscrizione nazionale unica, ritornando al sistema elettorale in vigore fino alle elezioni del 2004.

## Delegazioni presenti nel Parlamento europeo prima del voto
Fino alle elezioni del 26 maggio erano presenti al Parlamento europeo le seguenti delegazioni francesi:
|                                               | Gruppo del Partito Popolare Europeo                              | 20 / 74 |    |
| I Repubblicani                                | Gruppo del Partito Popolare Europeo                              | 20 / 74 | 16 |
| Divers droite                                 | Gruppo del Partito Popolare Europeo                              | 20 / 74 | 2  |
| Agir                                          | Gruppo del Partito Popolare Europeo                              | 20 / 74 | 2  |
|                                               | Europa delle Nazioni e delle Libertà                             | 15 / 74 |    |
| Rassemblement National                        | Europa delle Nazioni e delle Libertà                             | 15 / 74 | 14 |
| Indipendenti                                  | Europa delle Nazioni e delle Libertà                             | 15 / 74 | 1  |
|                                               | Alleanza Progressista dei Socialisti e dei Democratici           | 12 / 74 |    |
| Partito Socialista                            | Alleanza Progressista dei Socialisti e dei Democratici           | 12 / 74 | 7  |
| Génération.s                                  | Alleanza Progressista dei Socialisti e dei Democratici           | 12 / 74 | 3  |
| La République En Marche                       | Alleanza Progressista dei Socialisti e dei Democratici           | 12 / 74 | 1  |
| Partito Radicale di Sinistra                  | Alleanza Progressista dei Socialisti e dei Democratici           | 12 / 74 | 1  |
|                                               | Gruppo dell'Alleanza dei Democratici e dei Liberali per l'Europa | 7 / 74  |    |
| Movimento Democratico                         | Gruppo dell'Alleanza dei Democratici e dei Liberali per l'Europa | 7 / 74  | 2  |
| Movimento Radicale (Social Liberale)          | Gruppo dell'Alleanza dei Democratici e dei Liberali per l'Europa | 7 / 74  | 2  |
| Unione dei Democratici e degli Indipendenti   | Gruppo dell'Alleanza dei Democratici e dei Liberali per l'Europa | 7 / 74  | 1  |
| La République En Marche                       | Gruppo dell'Alleanza dei Democratici e dei Liberali per l'Europa | 7 / 74  | 1  |
| Noi Cittadini                                 | Gruppo dell'Alleanza dei Democratici e dei Liberali per l'Europa | 7 / 74  | 1  |
|                                               | I Verdi/Alleanza Libera Europea                                  | 6 / 74  |    |
| Europa Ecologia I Verdi                       | I Verdi/Alleanza Libera Europea                                  | 6 / 74  | 5  |
| Divers écologiste                             | I Verdi/Alleanza Libera Europea                                  | 6 / 74  | 1  |
|                                               | Europa della Libertà e della Democrazia Diretta                  | 6 / 74  |    |
| I patrioti                                    | Europa della Libertà e della Democrazia Diretta                  | 6 / 74  | 2  |
| Debout la France                              | Europa della Libertà e della Democrazia Diretta                  | 6 / 74  | 2  |
| Partito Cristiano Democratico                 | Europa della Libertà e della Democrazia Diretta                  | 6 / 74  | 1  |
| I francesi liberi                             | Europa della Libertà e della Democrazia Diretta                  | 6 / 74  | 1  |
|                                               | Sinistra Unitaria Europea/Sinistra Verde Nordica                 | 5 / 74  |    |
| Partito Comunista Francese+Fronte di Sinistra | Sinistra Unitaria Europea/Sinistra Verde Nordica                 | 5 / 74  | 2  |
| Fronte di Sinistra                            | Sinistra Unitaria Europea/Sinistra Verde Nordica                 | 5 / 74  | 1  |
| La France Insoumise+Unione per l'Oltremare    | Sinistra Unitaria Europea/Sinistra Verde Nordica                 | 5 / 74  | 1  |
| Sinistra Repubblicana e Socialista            | Sinistra Unitaria Europea/Sinistra Verde Nordica                 | 5 / 74  | 1  |
|                                               | Non iscritti                                                     | 3 / 74  |    |
| Rassemblement National                        | Non iscritti                                                     | 3 / 74  | 1  |
| Comités Jeanne                                | Non iscritti                                                     | 3 / 74  | 1  |
| Indipendenti                                  | Non iscritti                                                     | 3 / 74  | 1  |

## Contesto
L'VIII legislatura del Parlamento europeo (2014-2019) è stata segnata dai cattivi rapporti con la Russia a seguito della crisi di Crimea scoppiata nel 2014 e dalla decisione del Regno Unito di abbandonare l'Unione europea, in seguito al risultato di un referendum popolare tenuto nel 2016, compiendo la cosiddetta uscita del Regno Unito dall'Unione europea. In diversi Paesi dell'Unione (Austria, Italia, Polonia, Spagna e Ungheria) sono stati eletti partiti marcatamente euroscettici, disposti a fare fronte comune per imprimere un cambiamento radicale alle politiche comunitarie dei primi quattro decenni di vita della Comunità europea. Significativa è stata l'adozione dell'Accordo di Parigi sull'emergenza climatica.
In Francia il presidente Emmanuel Macron, eletto nel maggio 2017, ha dovuto fronteggiare una repentina perdita di consenso. A indebolire l'immagine del presidente è stato in particolare il caso Benalla, dal nome della guardia del corpo protagonista del pestaggio di alcuni manifestanti al corteo del 1º maggio 2018. L'inchiesta di Le Monde, seguita da ulteriori scoop di Le Canard enchaîné, ha rivelato infatti come Benalla godesse di una posizione privilegiata nei ranghi dell'Eliseo, tanto da essere ritenuto un confidente molto ascoltato dal presidente. Il 17 novembre 2018 sono iniziate le proteste del movimento dei gilet gialli, causate dall'aumento del prezzo del carburante e dal carovita, sceso in piazza a oltranza ogni sabato nelle principali città francesi per chiedere le dimissioni di Macron. Il presidente ha tentato di rispondere con un'iniziativa di mediazione, il Grand débat national, per venire incontro ad alcune delle richieste dei manifestanti.
Alle difficoltà del presidente ha faticato a replicare un'opposizione indebolita e divisa, in particolare a sinistra. Ad aprile 2019 la campagna elettorale è stata sospesa alcuni giorni per l'incendio della cattedrale di Notre-Dame, evento che ha suscitato parecchia emozione in Francia e in tutto il mondo.

## Sondaggi

Sondaggi elettorali 2018-2019

Secondo il sito "Europe Elects" – che aggrega i sondaggi di diversi istituti – le proiezioni dei seggi (e dei voti) francesi per gruppo parlamentare europeo erano:
EPP 11 seggi (12%), 
S&D 5 seggi (10%), 
ALDE 19 seggi (23%), 
GUE/NGL 10 seggi (10%), 
ECR 0 seggi (0%), 
EFDD 7 seggi (8%), 
G/EFA 7 seggi (7%), 
ENF 20 seggi (22%), 
NI 0 seggi (0%), 
Non affiliati 0 seggi (7%).
| Data           | Casa sondaggistica                                                      | Campione   | RN    | LR    | PS    | LaREM | EELV | LFI  | Altri | Vantaggio | Affluenza |
| -------------- | ----------------------------------------------------------------------- | ---------- | ----- | ----- | ----- | ----- | ---- | ---- | ----- | --------- | --------- |
| 25 maggio 2014 | Europee 2014                                                            | 18 955 761 | 24,86 | 20,80 | 13,98 | N.D.  | 8,95 | N.D. | 14,86 | 4,06      | 42,43     |
| 26 apr 2019    | Harris Interactive Archiviato il 26 aprile 2019 in Internet Archive.    | 1 072      | 21    | 14,5  | 6     | 23,5  | 9,5  | 10   | 15,5  | 2,5       | N.D.      |
| 14 mag 2019    | Kantar Sofres-OnePoin Archiviato il 14 maggio 2019 in Internet Archive. | 2 010      | 23    | 14    | 5     | 20    | 8    | 8    | 22    | 3         | N.D.      |
| 24 mag 2019    | Ifop-Interactive                                                        | 2 773      | 25,5  | 13,5  | 5,5   | 23    | 8    | 7,5  | 17    | 2,5       | N.D.      |

## Elezioni
Al 3 maggio 2019, data di chiusura del periodo di deposito delle candidature, 34 liste di candidati alle elezioni sono state ufficialmente registrate. Ogni lista comporta 79 candidati, con un'alternanza di sesso dei candidati.
Liste e capilista (secondo l'ordine ministeriale):
- LA FRANCE INSOUMISE - Manon Aubry (LFI+PG+GRS+MRC)
- UNE FRANCE ROYALE AU COEUR DE L'EUROPE - Robert De Prevoisin (AR)
- LA LIGNE CLAIRE - Renaud CAMUS (PI+SIEL)
- PARTI PIRATE - Florie Marie (PP)
- RENAISSANCE SOUTENUE PAR LA RÉPUBLIQUE EN MARCHE, LE MODEM ET SES PARTENAIRES - Nathalie Loiseau (LaREM+MoDem+Agir+MRSL+AC+PE)
- DÉMOCRATIE REPRÉSENTATIVE - Hamada Traoré
- ENSEMBLE PATRIOTES ET GILETS JAUNES : POUR LA FRANCE, SORTONS DE L'UNION EUROPÉENNE ! - Florian Philippot (LP)
- PACE - PARTI DES CITOYENS EUROPÉENS - Audric Alexandre
- URGENCE ÉCOLOGIE - Dominique Bourg (GE+MEI+MDP)
- LISTE DE LA RECONQUÊTE - Vincent Vauclin
- LES EUROPÉENS - Jean-Christophe Lagarde (UDI+FED+LGM)
- ENVIE D'EUROPE ÉCOLOGIQUE ET SOCIALE - Raphaël Glucksmann (PS+PP+ND+PRG)
- PARTI FÉDÉRALISTE EUROPÉEN - POUR UNE EUROPE QUI PROTÈGE SES CITOYENS - Yves Gernigon (PFE)
- MOUVEMENT POUR L'INITIATIVE CITOYENNE - Gilles Helgen
- LE COURAGE DE DÉFENDRE LES FRANÇAIS AVEC NICOLAS DUPONT-AIGNAN. DEBOUT LA FRANCE ! - CNIP - Nicolas Dupont-Aignan (DLF+CNIP)
- ALLONS ENFANTS - Sophie Caillaud
- DÉCROISSANCE 2019 - Thérèse Delfel
- LUTTE OUVRIÈRE - CONTRE LE GRAND CAPITAL, LE CAMP DES TRAVAILLEURS - Nathalie Arthaud (LO)
- POUR L'EUROPE DES GENS CONTRE L'EUROPE DE L'ARGENT - Ian Brossat (PCF)
- ENSEMBLE POUR LE FREXIT - François Asselineau (UPR)
- LISTE CITOYENNE DU PRINTEMPS EUROPÉEN AVEC BENOÎT HAMON SOUTENUE PAR GÉNÉRATION.S ET DÈME-DIEM 25 - Benoît Hamon (G·s)
- À VOIX ÉGALES - Nathalie Tomasini
- PRENEZ LE POUVOIR, LISTE SOUTENUE PAR MARINE LE PEN - Jordan Bardella (RN)
- NEUTRE ET ACTIF - Cathy Denise Ginette Corbet
- PARTI RÉVOLUTIONNAIRE COMMUNISTES - Antonio Sanchez (PRC)
- ESPÉRANTO - LANGUE COMMUNE ÉQUITABLE POUR L'EUROPE - Pierre Dieumegard (EDE)
- ÉVOLUTION CITOYENNE - Christophe Chalençon
- ALLIANCE JAUNE, LA RÉVOLTE PAR LE VOTE - Francis Lalanne
- UNION DE LA DROITE ET DU CENTRE - François-Xavier Bellamy (LR+LC+CPNT)
- EUROPE ÉCOLOGIE - Yannick Jadot (EELV+AEI+RPS)
- PARTI ANIMALISTE - Hélène Thouy (PA)
- LES OUBLIÉS DE L'EUROPE - ARTISANS, COMMERÇANTS, PROFESSIONS LIBÉRALES ET INDÉPENDANTS - ACPLI - - Olivier Bidou
- UDLEF (UNION DÉMOCRATIQUE POUR LA LIBERTÉ ÉGALITÉ FRATERNITÉ) - Christian Luc Person
- UNE EUROPE AU SERVICE DES PEUPLES - Nagib Azergui

Tra parentesi i partiti politici che sostengono le liste.

## Risultati
| Liste                       | Liste | Gruppo                      | Voti       | %     | Seggi        | Differenza | Differenza |
| Liste                       | Liste | Gruppo                      | Voti       | %     | Seggi        | %          | Seggi      |
| --------------------------- | --- | --------------------------- | ---------- | ----- | ------------ | ---------- | ---------- |
|                             | Prenez le pouvoir • Rassemblement National                                                                                                | - ID                        | 5.286.939  | 23,31 | 22           | 1,52 ·     | 1 ·        |
|                             | Renaissance • La République En Marche • Movimento Democratico • Agir • Movimento Radicale • Alleanza Centrista • Non definiti             | - RE - RE                   | 5.076.363  | 22,42 | 21 6 5 1 - 8 | nuovo      | nuovo      |
|                             | Europe Écologie • Europa Ecologia I Verdi • Alleanza Ecologista Indipendente • Regioni e Popoli Solidali                                  | - Verdi/ALE                 | 3.055.023  | 13,48 | 12 9 2 1     | 3,07 ·     | 7 ·        |
|                             | Union de la droite et du centre • I Repubblicani • I Centristi • Caccia, Pesca, Natura e Tradizioni                                       | - PPE -                     | 1.920.407  | 8,48  | 8 7 1 -      | 12,33 ·    | 12 ·       |
|                             | La France insoumise • La France Insoumise • Partito di Sinistra • Sinistra Repubblicana e Socialista • Movimento Repubblicano e Cittadino | - GUE/NGL - GUE/NGL -       | 1.428.548  | 6,31  | 6 5 - 1 -    | nuovo      | nuovo      |
|                             | Envie d'Europe écologique et sociale • Partito Socialista • Place publique • Nouvelle Donne • Partito Radicale di Sinistra                | - S&D -                     | 1.403.170  | 6,19  | 5 2 1 -      | 10,69 ·    | 7 ·        |
|                             | Debout la France (DLF) | -                           | 795.508    | 3,51  | -            | 0,31       | Stabile    |
|                             | Génération.s (G.S) | -                           | 741.772    | 3,27  | -            | nuovo      | nuovo      |
|                             | Unione dei Democratici e degli Indipendenti (UDI)                                                                                         | -                           | 566.057    | 2,50  | -            | nuovo      | nuovo      |
|                             | Partito Comunista Francese (PCF) | -                           | 564.949    | 2,49  | -            | nuovo      | nuovo      |
|                             | Partito Animalista (PA) | -                           | 490.074    | 2,16  | -            | nuovo      | nuovo      |
|                             | Generazione Ecologia (GE) | -                           | 412.136    | 1,82  | -            | nuovo      | nuovo      |
|                             | Unione Popolare Repubblicana (UPR) | -                           | 265.469    | 1,17  | -            | 0,76       | Stabile    |
|                             | Lotta Operaia (LO) | -                           | 176.339    | 0,78  | -            | 0,39       | Stabile    |
|                             | I Patrioti (LP) | -                           | 147.140    | 0,65  | -            | nuovo      | 2          |
|                             | Alleanza Gialla (AJ) | -                           | 121.209    | 0,54  | -            | nuovo      | nuovo      |
|                             | Altre liste | Altre liste                 | 201.419    | 0,89  | -            |            |            |
| Totale                      | Totale | Totale                      | 22.655.174 |       | 74           |            |            |
| Schede bianche/nulle        | Schede bianche/nulle | Schede bianche/nulle        | 1.075.566  |       |              |            |            |
| Votanti (affluenza: 50,12%) | Votanti (affluenza: 50,12%) | Votanti (affluenza: 50,12%) | 23.730.740 |       |              |            |            |
| Elettori                    | Elettori | Elettori                    | 47.345.328 |       |              |            |            |

- I 5 seggi ulteriori spettanti alla Francia (totale: 79 seggi) sono stati così ripartiti:
  - 1 a Rassemblement National (totale: 23 seggi);
  - 2 a La République En Marche (totale: 23 seggi);
  - 1 a Europe Écologie (totale: 13 seggi);
  - 1 a Envie d'Europe écologique et sociale (totale: 8 seggi).